# Miniature american shepherd
Miniature american shepherd är en hundras från USA. Den har avlats fram sedan början av 1960-talet som en mindre variant av australian shepherd. Vid början av 1980-talet var typen stabiliserad. 2011 registrerades rasen i American Kennel Clubs (AKC) sidoregister Foundation Stock Service (FSS) och 2015 fick den fullt erkännande.